# Fronteira Coreia do Norte–Rússia
A fronteira entre Coreia do Norte e Rússia é a linha que limita os territórios da Coreia do Norte e da Rússia. Tem apenas 19 km, fazendo dela uma das mais curtas do mundo. O rio Tumen serve de limite entre a fronteira China-Rússia e a fronteira China-Coreia do Norte (42° 25′ N, 130° 36′ L) até à foz no mar do Japão.

## Descrição

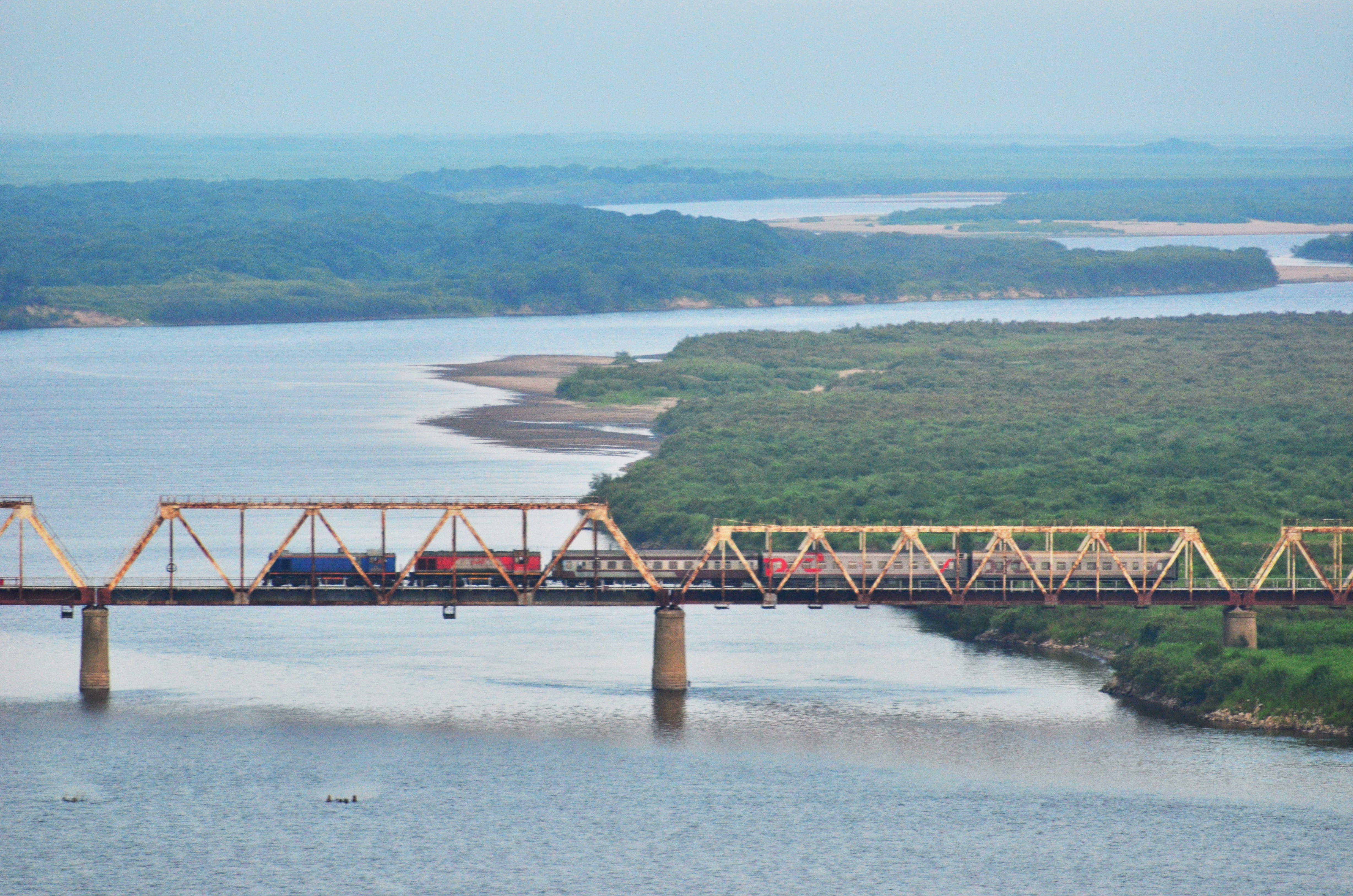
A Ponte da Amizade ligando a Coreia do Norte e a Rússia.

A fronteira terrestre da Coreia do Norte com a Rússia tem 17 km de extensão. Começa no triângulo fronteiriço com a República Popular da China e termina a leste no Oceano Pacífico. O rio fronteiriço é o Tumen, que tem até 500 metros de largura nesta seção pouco antes de desaguar no oceano.
Do lado russo está Krai de Primorsky, cuja capital é Vladivostok. O lugar russo mais próximo da fronteira é o assentamento de Khasan. No lado norte-coreano da fronteira fica a área da cidade portuária de Rason.
A fronteira é atravessada pela Ponte da Amizade Russo-Coreana na ferrovia Khasan-Rajin, cujo extremo norte se junta à Ferrovia Transiberiana. Não há ligação rodoviária.